# Olgania troglodytes
Espèce
Olgania troglodytes est une espèce d'araignées aranéomorphes de la famille des Anapidae.

## Distribution
Cette espèce est endémique de Tasmanie en Australie. Elle se rencontre dans les grottes Revelation Cave, Arthurs Folly, Bradley-Chesterman Cave, Dismal Hill Pot, Little Grunt, Loons Cave, March Fly Pot, Pseudocheirus Cave, Straw Cave et Thun Junction.

## Description
Le mâle holotype mesure 0,94 mm et la femelle paratype 0,96 mm.

## Étymologie
Son nom d'espèce lui a été donné en référence à son habitat.

## Publication originale
- Rix & Harvey, 2010 : The spider family Micropholcommatidae (Arachnida, Araneae, Araneoidea): a relimitation and revision at the generic level. ZooKeys, vol. 36, p. 1-321 (texte intégral).